# Михайлов, Павел Иванович
Па́вел Ива́нович Миха́йлов (род. 1943, СССР) — советский и российский певец. Народный артист Российской Федерации (1996). Заслуженный артист Республики Коми.

## Биография
Родился в 1943 году.
Проживал в п. Чечерино (современного Комиссаровского сельского поселения Красносулинского района Ростовской области).
После окончания школы поступил в Новочеркасский геологоразведочный техникум.
В Советской армии служил на флоте в г. Севастополь. Там начал участвовать в художественной самодеятельности, пел во флотском ансамбле, работал в Новороссийском ДК моряков. Затем учился в Тбилисском музыкальном училище. Когда в город, где он работал, приехал ансамбль песни и пляски Закавказского пограничного округа. Михайлов П. И. поступил в ансамбль.
По семейным обстоятельствам с семьёй уехал в Воркуту.
В 1980-х вернулся в родной ансамбль. Из всего ансамбля в Россию перебралось пять человек. В Ставрополе на новом месте Михайлов создал новый ансамбль.

## Награды, поощрения
Михайлову Павлу Ивановичу Указом Президента РФ № 244 от 21.02.1996 года присвоено звание Народный артист РФ.